# Моделиране на биологични системи
Моделирането на биологичните системи, наричано понякога теоретична биология или суха биология и дори биоматематика, е важен дял на системната биология и математическата биология.
Изчислителната биология на системите (на английски: Computational systems biology) е клон, който цели да постигне разбиране на системно ниво, като анализира биологичните данни с компютърни методи  и има за цел да разработи и използва ефективни алгоритми, структури от данни, средства за визуализация и комуникация с цел компютърно моделиране на биологични системи. Тя включва използването на компютърни симулации на биологични системи, включително клетъчни подсистеми (като мрежи от метаболити и ензими, които съдържат метаболизъм, сигнални пътища и генни регулаторни мрежи), за да се анализират и визуализират сложните връзки на тези клетъчни процеси. 
Разбирането на еволюционните процеси чрез компютърната симулация на прости (изкуствени) форми на живот се прилага при създаването на Изкуствен живот при т.нар. виртуална еволюция.
В резултат от взаимодействието между причина и следствие между по-прости съставни части на сложна система може да се появи неочаквано възникващо свойство (виж биологична организация). Биологичните системи демонстрират много примери за възникващи свойства в сложното взаимодействие на компонентите им. Традиционното изследване на биологичните системи изисква редукционни методи, при които данните се събират по категории, например промяна на концентрацията с времето като реакция на определен стимул. Компютрите са от решаващо значение за анализа и моделирането на тези данни. Целта е да се създадат точни модели в реално време на реакцията на системата при въздействие от страна на околната среда или вътрешни стимули, като например модел на ракова клетка, за да се открият слабите места в сигналните пътища, или модел на мутациите на йонните канали, за да се види ефекта им върху кардиомиоцитите и съответно, върху функцията на биещото сърце.

## Стандарти
Най-широко прието стандартния формат за съхранение и обмен на модели в областта е Биология Systems Markup Language (SBML)  В SBML.org сайта включва ръководство за много важни софтуерни пакети, използвани в компютърната биология на системите. Голям брой модели, кодирани в SBML, могат да бъдат извлечени от BioModels. Други езици за маркиране с различни акценти включват BioPAX и CellML.

## Конкретни задачи

### Клетъчен модел
Сложната мрежа от биохимични реакции/транспортни процеси и тяхната пространствена организация правят развитието на предсказуем модел на жива клетка голямо предизвикателство за 21 век, изброени като такива от Националната научна фондация (NSF) през 2006 г.
Изчислителният модел на цялата клетка за бактерията Mycoplasma genitalium, включително всичките му 525 гени, генните продукти и техните взаимодействия, е построен от учени от Станфордския университет и от J. Craig Venter Institute и са публикувани на 20 юли 2012 г. в Cell. 
Динамичният компютърен модел на вътреклетъчно сигнализиране е основа за откриването от Merrimack Pharmaceuticals на мишената за тяхната ракова медицина MM-111. 
Мембранното изчисление е задача да се моделира конкретно клетъчна мембрана.

### Многоклетъчен организъм
Общността на OpenWorm преследва симулация с отворен код на C. elegans на клетъчно ниво. Построен е физическият двигател Gepetto и са създадени модели на невралната връзка и мускулна клетка в NeuroML формат.

### Сгъване на протеин
Протеинова структурна прогноза е предвиждането на триизмерната структура на протеин от неговата аминокиселинна последователност, която е, прогнозата на протеин на третична структура от неговата първична структура. Това е една от най-важните цели, преследвани от биоинформатиката и теоретичната химия. Прогнозирането на структурата на протеините е от голямо значение в медицината (например в дизайна на лекарства) и биотехнологията (например при проектирането на нови ензими). На всеки две години се оценява ефективността на настоящите методи в експеримента на CASP.

### Човешки биологични системи

#### Мозъчен модел
Проектът Blue Brain е опит да се създаде синтетичен мозък чрез обратен инженеринг на мозъка на бозайниците до молекулярно ниво. Целта на този проект, основан през май 2005 г. от Института за мозък и ум на Екол политекник в Лозана, Швейцария, е да проучи архитектурните и функционалните принципи на мозъка. Проектът се ръководи от директора на Института, Хенри Маркрам. Използвайки суперкомпютър Blue Gene, работещ със софтуера на NEURON на Майкъл Хайнс, симулацията не се състои просто от изкуствена невронна мрежа, а включва частично биологично реалистичен модел на неврони.  Неговите поддръжници се надяват, че в крайна сметка ще хвърли светлина върху природата на съзнанието. Има редица подпроекти, включително Cajal Blue Brain, координирани от Центъра за суперкомпютри и визуализация в Мадрид (CeSViMa), и други, управлявани от университети и независими лаборатории във Великобритания, САЩ и Израел. Проектът за човешкия мозък се основава на работата на проекта Blue Brain.  Той е един от шестте пилотни проекта в Програмата за изследвания на бъдещите нови технологии на Европейската комисия  конкурират за финансиране от един милиард евро.

#### Модел на имунната система
През последното десетилетие се наблюдава растящ брой симулации на имунната система.

#### Виртуален черен дроб
Проектът Virtual Liver е 43 млн. Евро изследователска програма, финансирана от германското правителство, съставена от седемдесет научноизследователски групи, разпространени в Германия. Целта е да се създаде виртуален чернодробен, динамичен математически модел, който представя физиологията, морфологията и функциите на човешката черния дроб. 

### Модел на дървото
Електронните дървета (д-дървета) обикновено използват L-системи за симулиране на растежа. L-системите са много важни в областта на сложността на науката и A-life. Все още не е разработена универсална система за описание на промените в морфологията на растенията на клетъчно или модулно ниво.  Най-широко прилаганите алгоритми за генериране на дървета са описани в докладите „Създаване и представяне на реалистични дървета“ и рендериране на дърво в реално време.

### Екологични модели
Моделите на екосистемите са математически представяния на екосистемите. Обикновено те опростяват сложните хранителни продукти до техните основни компоненти или трофични нива, и ги определят количествено като брой организми, биомаса или инвентаризация / концентрация на някакъв подходящ химичен елемент (например въглерод или хранителен вид като азот или фосфор).

### Модели в екотоксикологията
Целта на моделите в екотоксикологията е разбиране, симулиране и прогнозиране на ефектите, причинени от токсични вещества в околната среда. Повечето настоящи модели описват ефектите върху една от многото различни нива на биологична организация (например организми или популации). Предизвикателство е разработването на модели, които предвиждат ефекти в биологични мащаби. Екотоксикологията и моделите обсъждат някои видове екотоксикологични модели и осигуряват връзки към много други.

### Модели на инфекциозни заболявания
Възможно е математически да се моделира напредъкът на повечето инфекциозни заболявания, за да се открие вероятният изход от епидемията или да се помогне за тяхното управление чрез ваксинация. Това поле се опитва да намери параметри за различни инфекциозни болести и да използва тези параметри, за да направи полезни изчисления за ефектите от масовата ваксинационна програма.